# Boss Corporation
Boss — виробник педалей ефектів (Стомпбоксів) для електрогітари та бас-гітари, підрозділ японської корпорації Roland, що спеціалізується на музичному обладнанні та аксесуарах. Протягом багатьох років компанія Boss випускає широкий спектр пристроїв для електричних гітар, таких як «компактні» та «подвійні» педалі ефектів, педалі з багатьма ефектами, електронні тюнери та педалборди. З недавнього часу компанія Boss розширила свій асортимент, включивши цифрові студії, ритм-машини , семплери , твердотільні підсилювачі та головки гучномовців.
Педалі Boss використовуються гравцями будь-якого рівня, від відомих гастрольних професіоналів до любителів. Насправді, важко знайти досвідченого гітариста, який би не використовував одну або декілька педалей BOSS протягом своєї кар’єри.

## Історія
Корпорація Boss була заснована в 1973 році. Спочатку вона мала назву Music Engineering Group, або MEG Electronics Corporation, та згодом вона була перейменована на BOSS. Штаб-квартира компанії знаходиться в Хамамацу, Японія . Компаня Boss є дочірнюю компанією Roland, ідея була у тому щоб ці педалі дали можливість спробувати еффекти еффектів від Roland, але по більш доступній ціні, та у зручнішому форматі.
Найперший продукт Boss називався B-100 The Boss, випущений у 1974 році. Він поставлявся з кліпсовим попереднім підсилювачем і звукознімачем для підсилення акустичних гітар. На той момент компанія Boss ще не була створена, і це все ще був продукт Beckmen Musical Instruments.
Перша педаль ефекта під брендом Boss була випущенна у 1976, це був Boss CE-1 Chorus Ensemble, випущений у червні 1976 року, який був автономним блоком схеми хорус/вібрато в підсилювачі Roland JC-120. Це був досить великий блок, що живиться змінним струмом. Інші ножні педалі того року — GE-10 (графічний еквалайзер), BF-1 (фленджер) і DB-5 (дисторшн).
У 1977 році Boss зробили компактну серію педалей яка набрала велику популярність серед музикантів по всьому світу.
У 1995 році компанія Roland вперше розробила чіп COSM для VG-8 V-Guitar System.
У 2001-му році була представлена серія 20, подвійних педалей.
У 2007-му році була випущена серія педалей в колаборації з Fender.
У 2014-му році Boss випустили лінійку Waza Craft педалей, які є перевиданнями стірих педалей вдосконалених інженерами Boss. Також в цьому році була розроблена технологія MDP.
2015-го року асортимент поповнився серією 500.
У 2017-му році була випущена педаль в колаборації з JHS Pedals.
2018-го року була розроблена технологія AIRD.
А у 2019 була випущена 200-та серія.

### Перенос виробництва
На початку педалі Boss вироблялись в Японії. А пізніше виробництво було перенесено в інші країни для зменшення вартості виробництва та щоб мати змогу конкурувати з іншими виробниками педалей еффектів.
У 1988-му році виробництво було перенесено у Тайвань.
У 2016-му році також було вікрито фабрику у Малазії.

## Докомпактна ера

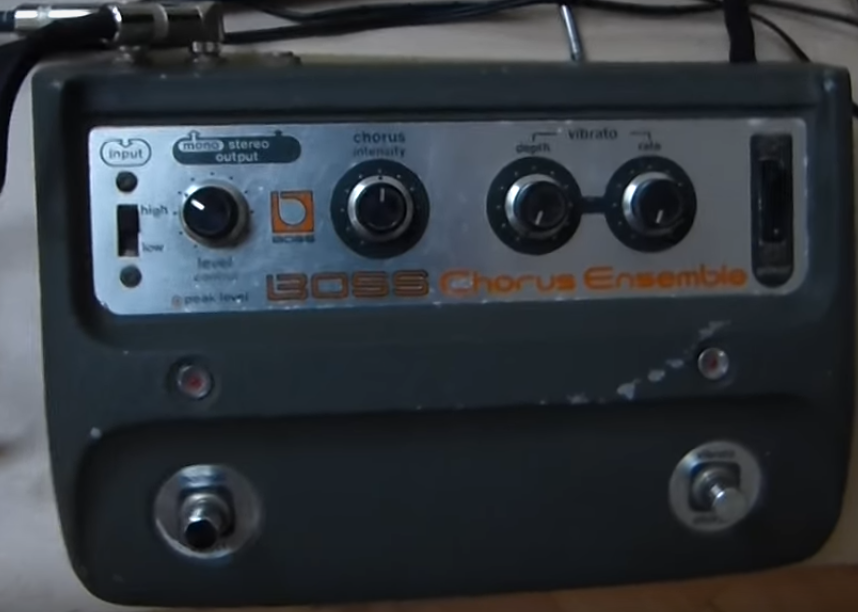
BOSS CE-1 Chorus Ensemble

Зазвичай великі педалі які були створені до компактної ери називають "докомпактними". До них відноситься AS-1 Sustainer, AF-60 Bee Gee, AP-2 Phase, AP-5 Phase Five, CE-1 Chorus Ensemble, DM-1 Delay Machine та інші.
AS-1 Sustainer це перша педаль ефектів Roland. Вона була випущенна у 1972 році.

Навесні 1973 року Roland вирішив заснувати Music Engineering Group, або MEG Electronics Corporation, яка згодом була перейменована на BOSS.
«Основною метою MEG була розробка педальних ефектів та інших продуктів для ринку гітар», — пояснює Слінглафф. . 

«Найпершим продуктом, запланованим для бренду BOSS, був B-100, комбінований контактний звукознімач і попередній підсилювач для акустичних гітар та інших струнних інструментів. Але незадовго до релізу було вирішено, що назва MEG може не сподобатися гітаристам, тому назву бренду було змінено на BOSS, щоб створити сильніший імідж».
У 1976 році BOSS випустили CE-1 Chorus Ensemble. Цей хорус був заснований на базі схеми еффекту з підсилювача Roland JC-120 Jazz Chorus.
Ці педалі випускались не таким великим тиражем як сучасні педалі компактної серії, тому деякі педалі зараз складно знайти і вони можуть коштувати достатньо багато в порівнянні до компактних педалей.

## Серії ефектів

### Серія компактних педалей

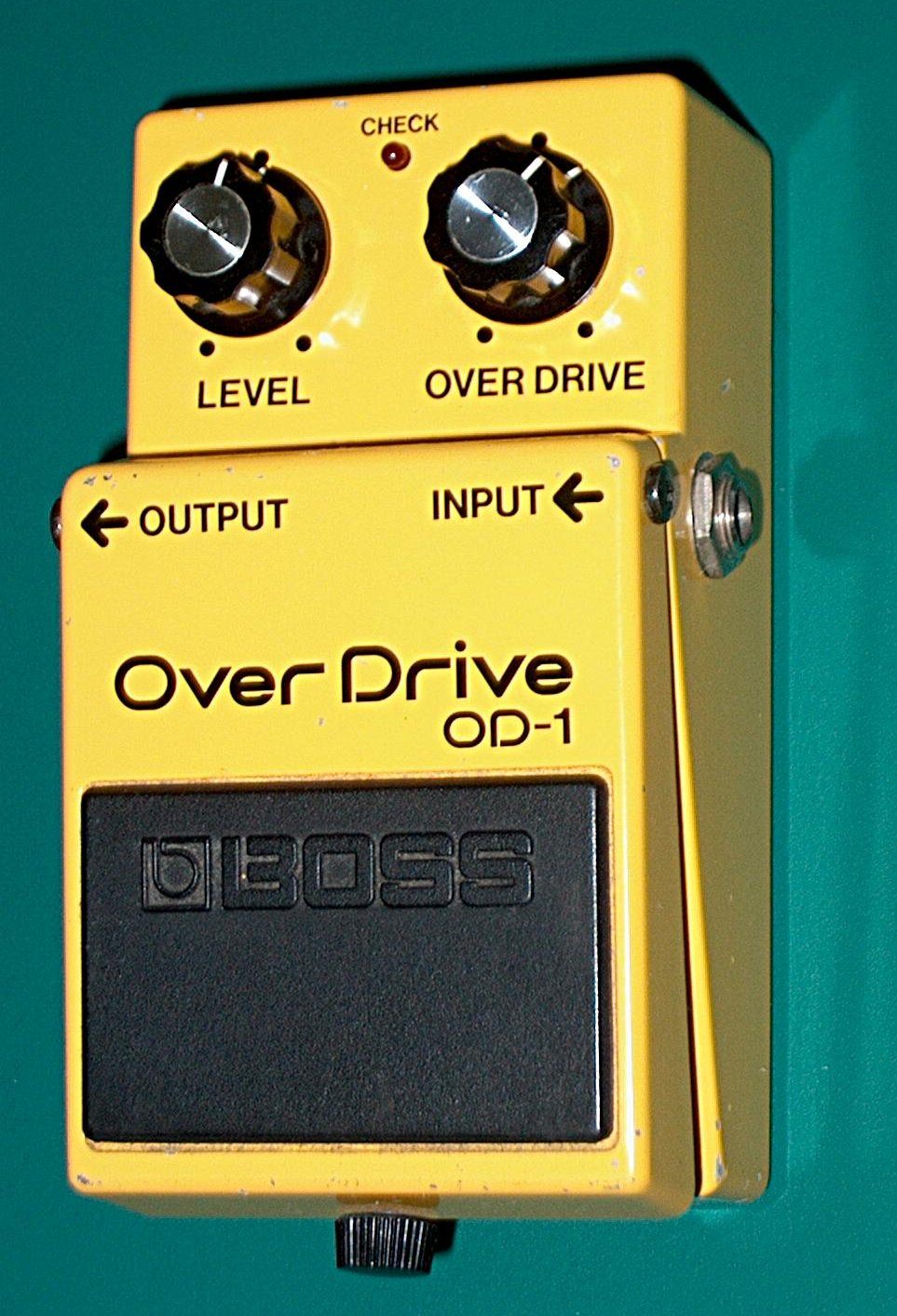
Педаль OD-1 овердрайв, одна з перших педалей компактної серії.

У 1977 році yа виставці NAMM була представлена нова та інноваційна конструкція компактних педалей BOSS Compact Pedal, це були 3 педалей, які тепер стали легендарними. Boss випустили компактну серію з педалями OD-1 Overdrive, PH-1 Phaser і SP-1 Spectrum. Ці 3 перших педалі також називали як «світлофор» через їхні кольори.
За 40 років, що минули з моменту появи, ця лінія педалей була визначена багатьма поколіннями музикантів, на сьогоднішній день виготовлено 120 унікальних моделей педалей і продано понад 15 мільйонів одиниць. 
Педалі BOSS відомі своїм чудовим звуком, міцним корпусом та унікальним практичним дизайном, який залишається незмінним важливим протягом чотирьох десятиліть. Хоч зовнішній вигляд педалей залишається незмінним, технологія педалей, постійно вдосконалюється. Педалі базуються як на аналогових схемах старої школи так і високотехнологічних DSP.
Поточна компактна лінійка BOSS включає понад 50 моделей, які задовольняють потреби гітаристів, басистів та інших музикантів у всьому світі.
Педалі Boss можна відрізняти по гвинтику батарейного відсіку педалі, вінтажні педалі японські мали металевий срібний гвинтик. Сучасні педалі, не враховуючи лімітовані або Waza-Craft, використовують гвинтик з чорним пластиковим ковпачком.
Приблизно з 2016-го року BOSS почали переходити до технології поверхневого монтажу (SMT).
Компактна серія настільки обширна що в ній можна виокремити окремі серії педалей.

#### Waza-Craft серія
У 2014 році BOSS представли педалі Waza-Craft, щоб продемонструвати найкращі в своєму класі можливості. Зосереджуючись на легендарних пристроях із попереднього каталогу BOSS, інженери глибоко вникають у технологію, вичавлюючи ще більше тону та функціональності. 
Ранні педалі Waza-Craft series вироблялись у Тайвані, та проходили інспекції у Японії, на лейблі зверху біля порту живлення можна побачити надпис "Inspected in Japan". Згодом BOSS налагодили виробництво всіх педалей Waza-Craft в Японії, і тепер біля порту живлення є надпис "Made in Japan". 

Педалі Waza-Craft series мають символ кандзі на кришці, Waza / 技, японський термін для мистецтва та техніки. 
«Ми ніколи не йдемо на компроміси, щоб зробити найкращий вибір», — пояснюють інженери BOSS. «Окрім хорошого звуку, стабільність і низький рівень шуму є настільки ж важливими, тому ми використовуємо лише компоненти, яким можна безумовно довіряти».
В цілому Waza-Craft серія педалей дає змогу гравцям спробувати легендарні вінтажні, рідкісні еффекти.
Часто на відміну від своїх вінтажних версій ці педалі мають тумблери S (Standart) - C (Custom). В стандартному режимі педаль буде звучати відповідно до свого вінтажного аналога, а в кастомному режимі педалі набувають відмінних від оригіналу параметрів. Наприклад в перегрузах можуть використовуватись трохи інші налаштування еквалайзеру, педаль може по іншому реагувати на зміну налаштувань, а в єффектах модуляції можна отримати різні цікаві відмінності, наприклад збільшений від стандартного час ехо, або емуляція звучання хорусу з педалі CE-1.

##### Boss TB-2W Tone Bender Waza-Craft
У 2021-му році була випущена в колаборації з Sola Sound та підрозділом Waza-Craft лімітована педаль Boss TB-2W Tone Bender, вона була випущена обмеженим тиражем в 3000 штук (через обмеженість в кількості компонентів).
Ця педаль копіює легендарну педаль 60х років Tone Bender MK II. При розробці для забезпечення автентичного звучання орієнтувались на вінтажну педаль з серійним номером 500. Оснащена рідкісними германієвими транзисторами, ретельно перевіреними на оптимальний тон, тристороннім селектором напруги, можливістю вибору режиму тру-байпас/буфферу та вдосконаленою схемою для надзвичайно стабільної роботи.

#### Педалі на честь тиражу
Також Boss випускають педалі дуже лімітовані на честь святкування кількості випущених педалей, та розсилають їх ексклюзивно до діллерів. Тираж їх обмежений 50 одиницями і через це ці педалі мають дуже велику цінність на вторинному ринку, ціни сягають тисяч доларів.
Існують такі педалі:
- Boss DS-1 Gold 6m - Педаль на честь продажу 6 мільйонів педалей Boss. Має позолочений корпус, та була в комплекті в спеціальному прозорому кейсі з деревʼяною підставкою.[15] Тираж складав 50 штук.[16]
- Boss MT-2 Silver 8m - Педаль на честь продажу 8 мільйонів педалей Boss. Має темно-срібний корпус, з емблемою 8 мільйонів проданих педалей Boss замість резинової накладки. Тираж складав 50 штук.[16]
- Boss DS-1 10m - Педаль на честь продажу 10 мільйоні педалей Boss. Має звичайний оранжевий корпус, з емблемою 10 мільйонів проданих педалей Boss замість резинової накладки.
- Boss BD-2 Blue Silver 10m - Педаль на честь продажу 10 мільйонів педалей Boss. Має срібний корпус синього кольору, з емблемою 10 мільйонів проданих педалей Boss замість резинової накладки.

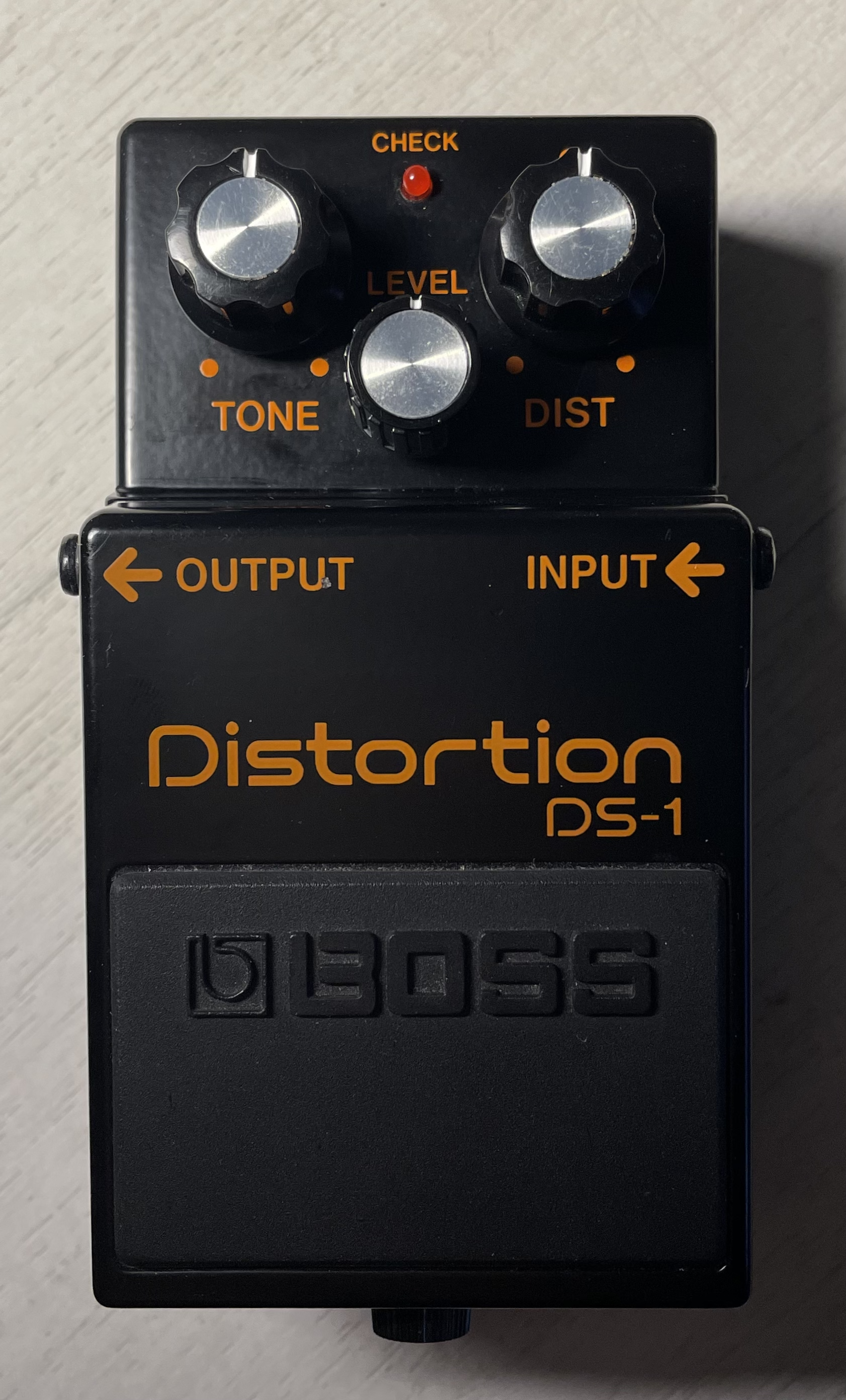
Педаль Boss DS-1 BK

#### Black pedals

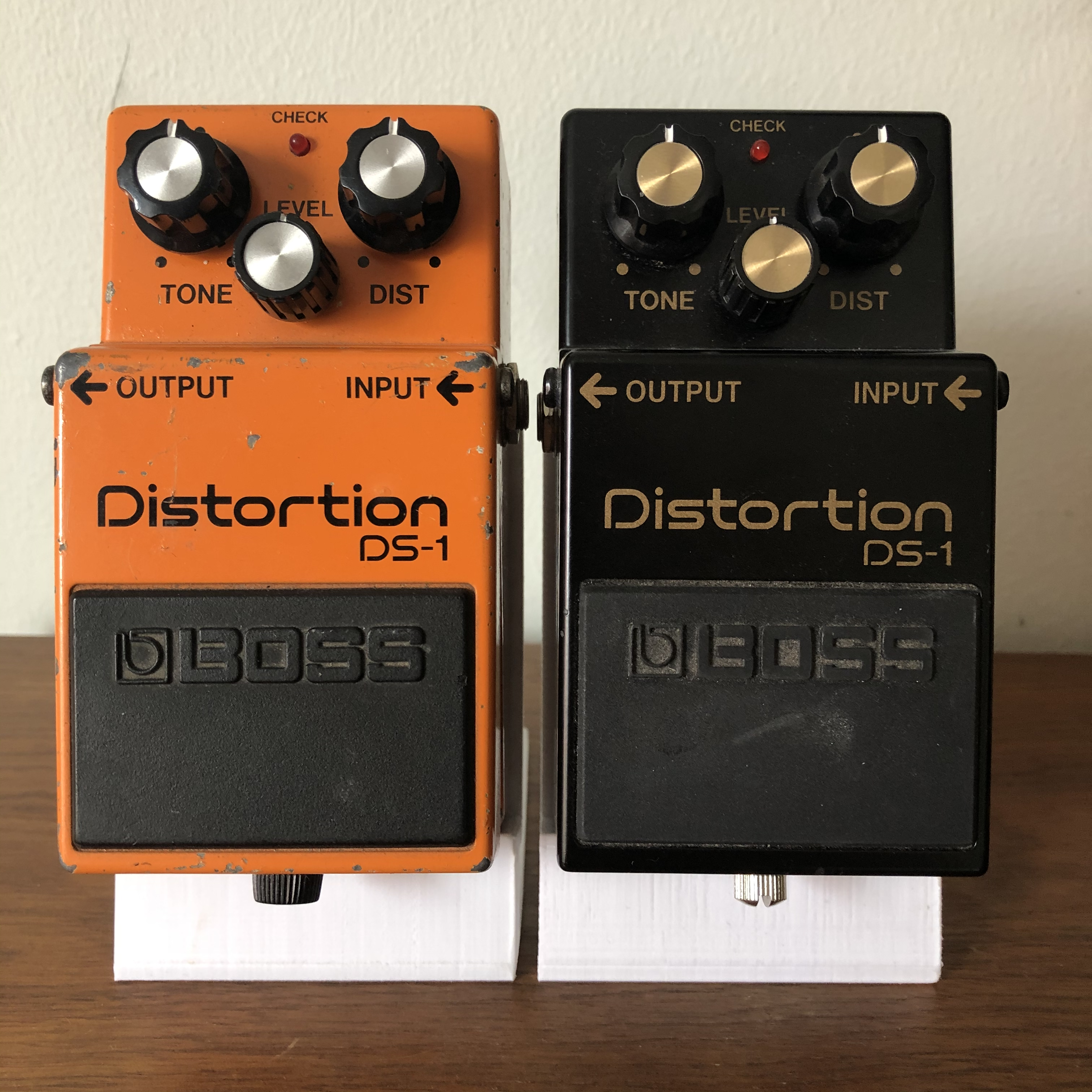
Приклад ювілейної педалі, зліва звичайна BOSS DS-1 Distortion, з права ювілейна BOSS DS-1-4A.

В останні часи BOSS почали випускати педалі щоб відзначити кількість випущених педалей або рік їх випуску. Данні педалі технічно не відрізняються від звичайних їх аналогів, але мають інакше фарбування.
На теперішній час існують срібні педалі DS-1, MT-2 та BD-2, це дуже рідкісні педалі. Та останнім часом BOSS почали випускати до ювілеїв педалі з більшим тиражем. А саме:
- Boss DS-1 BK Distortion у 2016-му році ексклюзивно для магазину Guitar Center було випущено 3000 педалей в чорному корпусі з оранжевими надписами.[17]
- Boss DS-1-4A Distortion у 2017-му році, до 40 річчя випуску педалі. Має чорний корпус, та золоті надписи.[18]
- Boss RC-1 BK Looper у 2018-му році, в честь випуску мільйонної педалі "лупера". Має чорний корпус, та червоні надписи.[19]
- Boss SD-1-4A Super OverDrive у 2021-му році, до 40 річчя випуску педалі. Має чорний корпус, та жовті надписи.[20]
- Boss MT-2-3A Metal Zone у 2021-му році, до 30 річчя випуску педалі. Має чорний корпус, та сірі надписи.[20]

#### Boss Box-40
У 2017-му році в честь святкування 40 років з часу випуску першої серії педалей. Boss компактної серії. Це був обмежений тираж в кількості 1500 наборів які включали в себе 3 педалі OD-1 Over Drive, PH-1 Phaser та SP-1 Spectrum.
Вони були вироблені в Японії з ретельно підібраних компонентів які забезпечують тон оригінальних педалей які були випущені 40 років назад.

#### Boss 50th Anniversary
У 2023-му році були випущені 3 педалі тиражем по 7000 екземплярів кожної педалі, це версії педалей в кольорі металік, а саме DS-1-B50A, SD-1-B50A, BD-2-B50A. Ця серія зроблена на честь 50 річчя компанії Boss.

#### Колаборації

##### JHS Pedals
У 2017-му році була випущена педаль Boss JB-2 JHS Angry Driver Overdrive. Педаль JB-2 Angry Driver обладнана спареними потенціометрами для незалежного керування овердрайвом та гучністю кожної з схеми. За допомогою шестипозиційного перемикача користувач може вибирати окремі режими овердрайву, а також комбінувати їх, включаючи послідовно або паралельно.

##### Zakk Wylde
У 2001-му році у магазині Ishibashi Musical Instruments було зроблено дуже обмежену серію педалей з малюнком "bulleye" як на гітарах Закка Вайлда. Педалі були обмежені тиражем у 20 одиниць. Було випущено такі педалі:
- Boss SD-1 ZW – Біла з чорним малюнком та золотими надписами.
- Boss CH-1 ZW – Чорна з сірим малюнком та золотими надписами.

##### Boss Legend Series, Fender
У 2007-му BOSS сумісно з Fender створили лінійку Legend Series. Де було представлено 3 педалі які емулюють легендарні вироби фенрер, 2 підсилювача, та еффект реверберації. Які ввідтворювались за допомогою технології COSM.
Педаль BOSS FBM-1 Fender ’59 Bassman передає суть Bassman 1959 року як зовнішнім виглядом, так і звуком. Секція тону також наслідує оригінал, з регуляторами BASS, MIDDLE, TREBLE і PRESENCE.
Педаль BOSS FDR-1 Fender ’65 Deluxe Reverb завдяки чорному кольорі та білому напису створює вінтажну атмосферу Fender "Blackface". У той час як 1965 Deluxe Reverb є двоканальним підсилювачем, його другий канал, позначений як VIBRATO на панелі керування підсилювача. На додаток до трохи яскравішого тону, він забезпечує ефекти реверберації та вібрато, які недоступні на першому каналі. Саме цей канал VIBRATO відтворюється педаллю FDR-1.
BOSS FRV-1, це відтворення легендарного ’63 Fender® Reverb. FRV-1. Це еффект реверберації пружинного типу.
Випуск цих педалей закінчився у 2013-му році.

### Серія 20 подвійні педалі

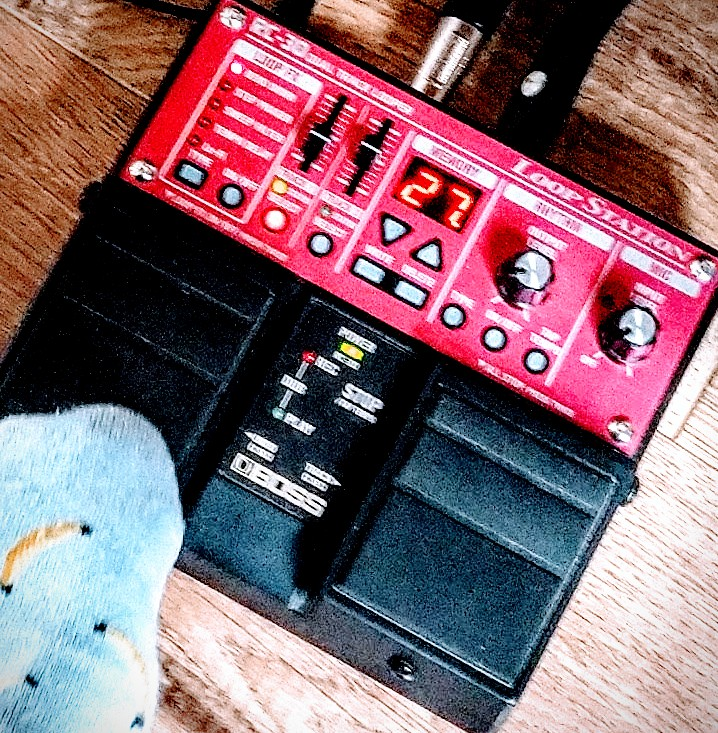
Подвійна педаль босс

Представлені у 2001-му році. Ця серія мала на меті забезпечити деякі розширені функціональні можливості, наявні в блоках мультиефектів (розширені функції, можливість програмування тощо), зберігаючи при цьому інтуїтивно зрозуміле, практичне керування одиничним ефектом.
Педалі цієї серії мають зовнішній вигляд як подвоєні звичайні компактні педалі. Також вони зазвичай мають більше иожливостей, більше виходів та входів ніж звичайні компактні педалі.
Функція памяті дає змогу робити свої пресети що може бути корисно для виконавців які грають ан сцені, та якщо їм потрібно часто змінювати налаштування.
Багато педалей на відміну від їх компактних аналогів на яких вони базуються мають цифрову, а не аналогову архитектуру. Boss використовує свій власний цифровий процессор для емуляції еффектів під назвою COSM, але деякі компактні педалі від босс теж бувать основані на ньому.
Ці педалі дають гітаристам і басистам доступ до деяких з найкращих ефектів з програмованою цифровою пам'яттю.

### 500 серія

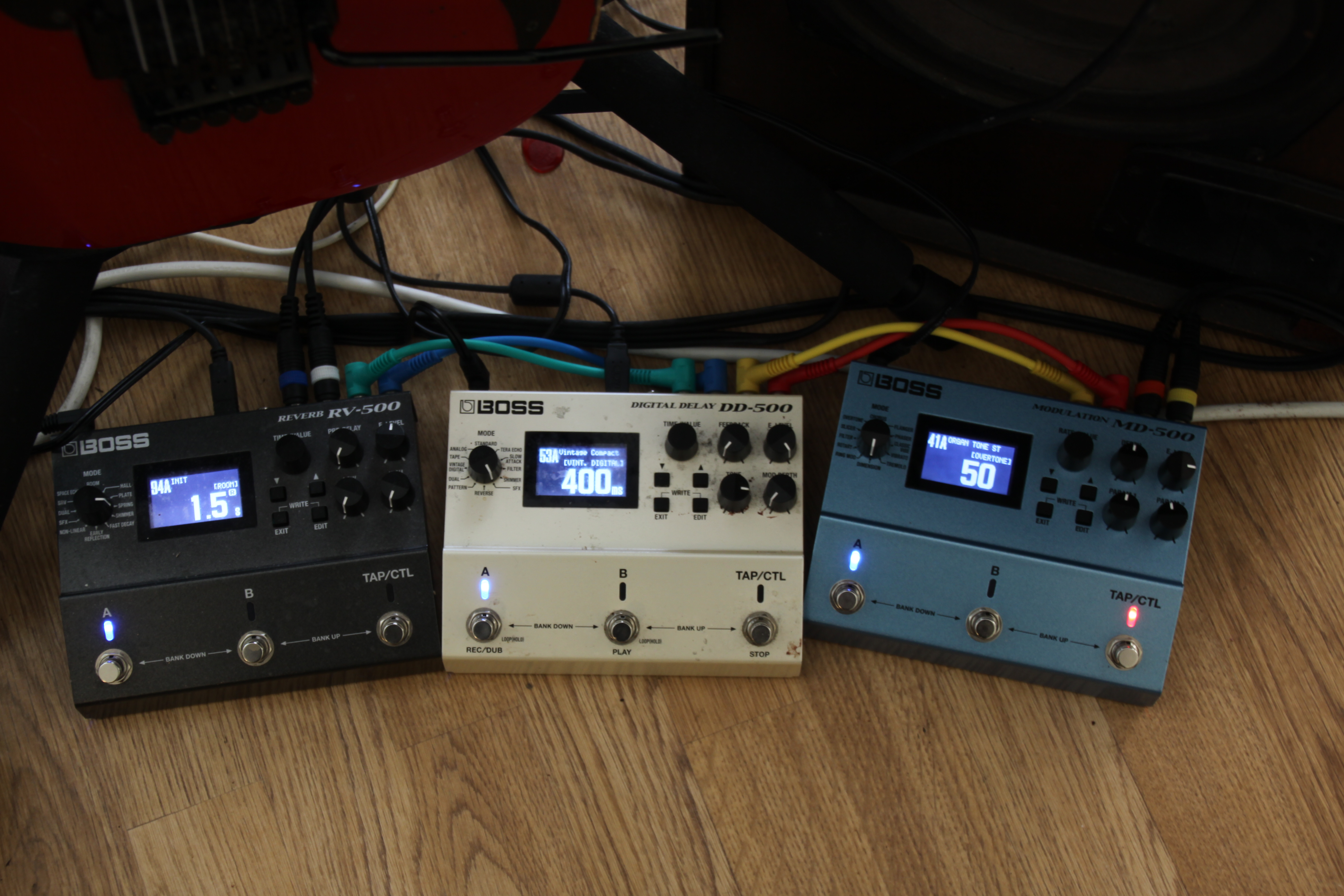
3 педалі 500-ї серії.

У 2015-му році була представлена 500-та серія педалей. Самі по собі це дуже варіативні педалі, які можуть емулювати звук багатьох популярних педалей.
Назовні педалі цієї серії мають більш простий глакий корпус, та 3 кнопки для керування статусом еффекта.
Усі педалі серії BOSS серії 500 мають 32-бітну AD/DA та 32-бітну/96 кГц якість звуку, широкий вибір високомузичних алгоритмів ефектів і багато іншого.

### 200 серія
У 2019-му році була представлена нова серія педалей. З серією 200 BOSS представляє нове покоління педалей, які забезпечують передовий звук і універсальність.
Чотири моделі серії 200 відрізняються високою якістю аудіо з 32-бітним AD/DA, 32-бітною внутрішньою обробкою та частотою дискретизації 96 кГц, а також підтримкою додаткового керування за допомогою зовнішніх перемикачів, педалі експресії або MIDI. Елементи керування та багатофункціональні ножні перемикачі роблять роботу швидкою та інтуїтивно зрозумілою, а вбудована пам’ять дозволяє користувачам зберігати кілька налаштувань для миттєвого виклику.
Перша лінійка включала 4 педалі, а саме DD-200 ділей, EQ-200 еквалайзер, OD-200 перегруз та MD-200 з еффектами модуляції.

## Технології

### COSM

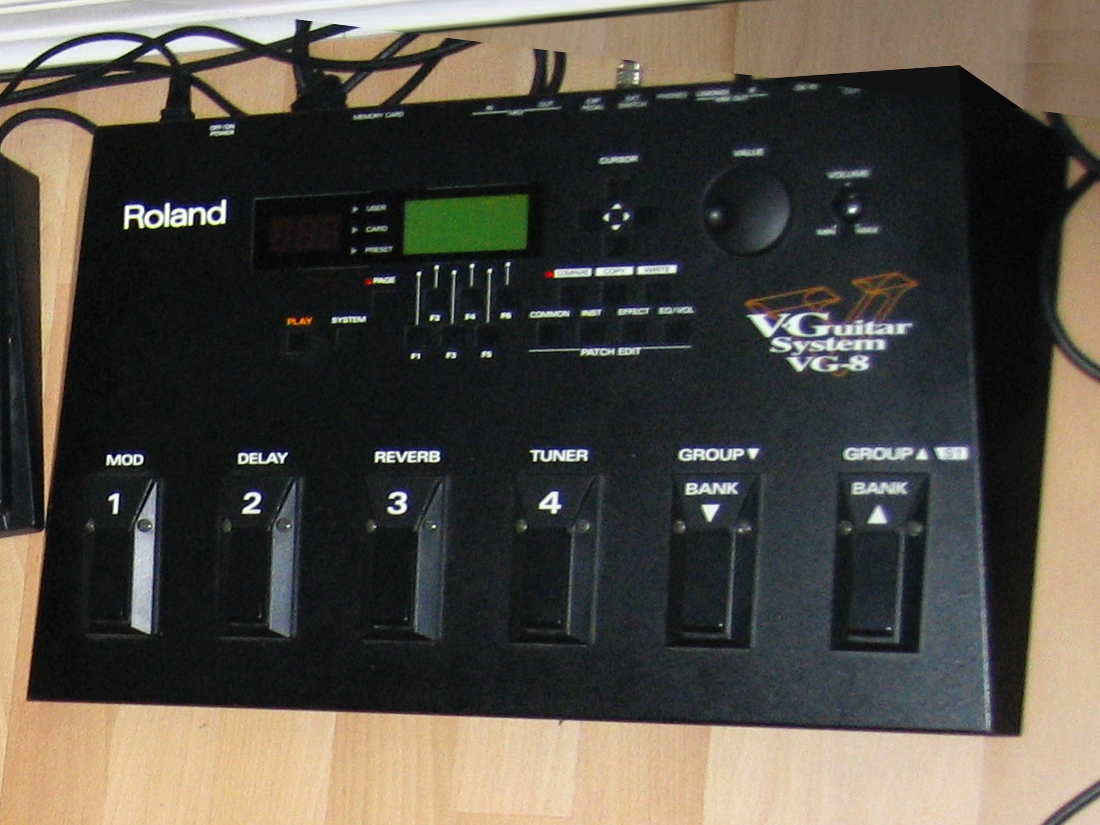
Roland VG-8EX V-Guitar System.

Абревіатура від Composite Object Sound Modeling. 
У 1995 році компанія Roland вперше розробила COSM (Composite Object Sound Modeling) для VG-8 V-Guitar System. VG-8 і COSM представляли вражаючу технологію того часу, прокладаючи новий шлях, який буквально змінив музичний світ. 
COSM є об’єднанням багатьох різних технологій цифрового моделювання, розроблених BOSS і Roland. Вони були створені для точного моделювання електронних, механічних і магнітних характеристик інструменту, підсилювача чи динаміка, а також для створення абсолютно нових звуків.
Варіабельне моделювання гітари, або (VGM), є основним компонентом COSM. Його можна розбити на три окремі елементи:
- Електронне моделювання. За допомогою цього процесу інженери BOSS і Roland аналізують і моделюють фактичну електронну схему та те, як вона взаємодіє в такому пристрої, як вінтажний гітарний підсилювач або класичний стомпбокс. Це включає детальні характеристики поведінки вакуумних ламп, транзисторів та всіх інших електронних компонентів.
- Магнітне моделювання. Електромагнітні компоненти є величезною частиною звуку електрогітар і підсилювачів; цей процес VGM імітує характеристики гітарних звукознімачів, трансформаторів підсилювачів, динаміків тощо.
- Фізичне моделювання. Цей процес є центральною частиною інструментального моделювання COSM. Він імітує характеристики матеріалів, використаних для виготовлення інструменту, включно з деревиною, металевими частинами та навіть оздобленням. Фізичне моделювання також використовується для аналізу конструкційних матеріалів, які використовуються в різних корпусах гітарних колонок.[5]

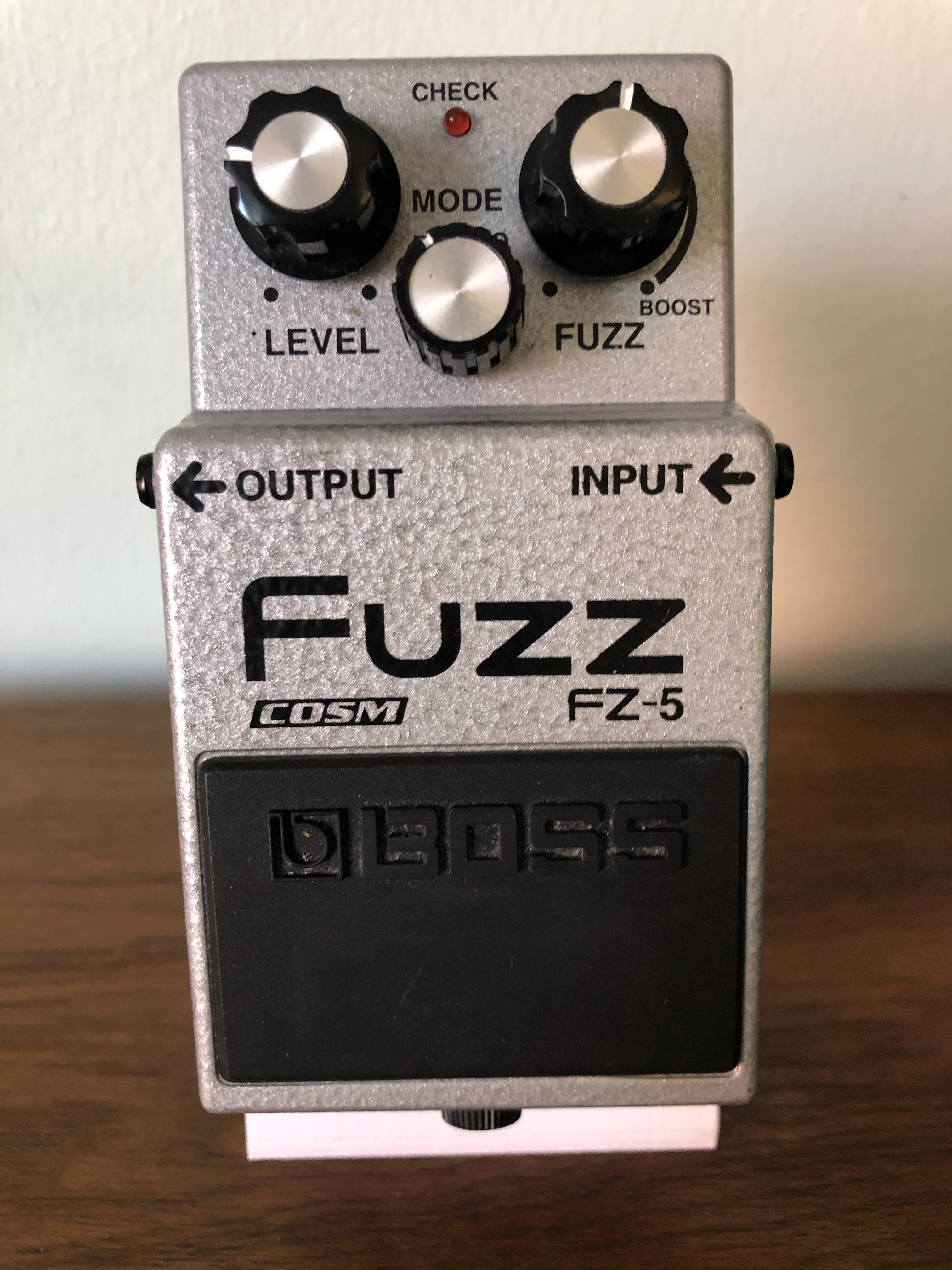
Компактра педаль фузз яка викорисстовує COSM. Boss FZ-5 Fuzz. Лого COSM можна побачити на корпусі.

Моделювання гармонійної реструктуризації (HRM) є ще одним компонентом деяких гітарних продуктів COSM. Вібрація гітарної струни породжує багато гармонік, і ці гармоніки визначають справжній звуковий характер звуків гітари, як ми їх розпізнаємо. 
За допомогою HRM інженери BOSS і Roland маніпулюють цими гармоніками та змінюють їх, створюючи зовсім не гітарні тони, зберігаючи при цьому відчуття та зручність гри на гітарі. Наприклад, у системі Roland V-Guitar System, HRM застосовує гармонійні характеристики органів, язичкових інструментів і синтезаторів безпосередньо до вашої гітари.
Зараз COSM можна зустріти також в компактних педалях, та ефектах іншого формату. 
В компактній серії BOSS застосували COSM вперше у педалі AC-3 Acoustic Simulator у 2006 році. З тих пір Boss випустив кілька педалей з використанням COSM, включаючи педаль FBM-1 '59 Fender Bassman і FDR-1 ' Педаль 65 Fender Deluxe Reverb, представлена на зимовій виставці NAMM у січні 2007 року.
COSM працює в режимі реального часу, використовуючи надшвидку цифрову обробку сигналу, щоб змінювати звук гітари під час гри. Таким чином, COSM зберігає природне відчуття та чуйність вашої гри на гітарі, з кожним тонким, виразним нюансом.

### AIRD
AIRD (Augmented Impulse Response Dynamics) - технологія від BOSS яка забезпечує новий рівень музичного відгуку та гнучкості цифрових гітарних процесорів. Дебютувала у гітарному процесорі GT-1000 у 2018-му році.
Заснована на комплексній концепції Tube Logic, що лежить в основі відомих підсилювачів Katana, Waza та Blues Cube, AIRD є повною інтерактивною системою, яка забезпечує оптимальну продуктивність у будь-якому застосуванні.

### MDP
«Multi-Dimensional Processing» або скорочено «MDP» є частиною всіх компактних педалей BOSS, назви яких закінчуються на «X». Ця серія педалей зʼявилась у 2014-му році
У світі гітари «гарний тон» є результатом багатьох складних елементів, які взаємодіють один з одним у спосіб, який подобається гравцеві. Звичайна технологія обробки здатна застосувати лише універсальний підхід, який застосовується до всіх стилів гри одночасно. Наприклад, якщо взяти дисторшн, щоб отримати щільний і рівномірний звук, який ідеально підходить для важких, приглушених рифів. Та якщо ви почнете відтворювати той самий звук на однотонних головних фразах у середніх і високих діапазонах, звук може бути тонким і стерильним. У цьому випадку налаштування ефекту для одного стилю погіршує якість звуку для іншого. І коли ви налаштовуєте ефект, щоб краще працювати для обох стилів, ви отримуєте компроміс, який не дає вам найкращого звуку. Ось де підхід MDP має перевагу. Дисторшн з технологією MDP аналізує рівень, обертонову структуру та частотні характеристики, які змінюються залежно від динаміки звуку, акорду чи окремої ноти, та постійно підстроюється під ці зміни. У результаті ваш ефект завжди оптимізований, незалежно від того як ви граєте. Але технологія MDP не тільки підходить для дисторшна, вона також забезпечує чудові результати для всіх типів обробки.

### TUBE LOGIC
Tube Logic це технологія яка дозволяє емулювати класичні лампові підсилювачі. Зараз застосовується в підсилювачах Blues Cube.

## Список продукції

### Компактна серія

#### Перегрузи

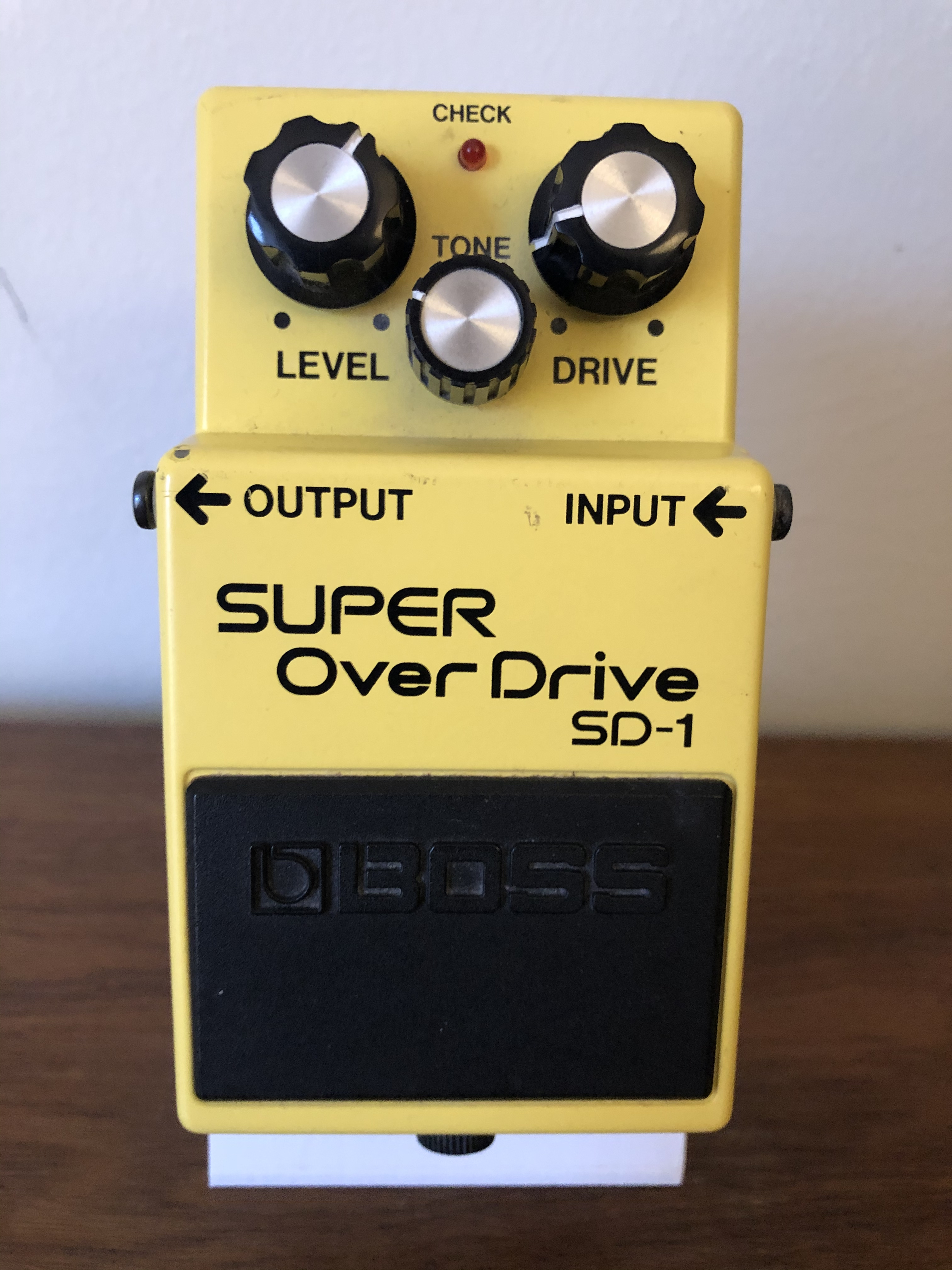
Педаль овердрайву від Boss, модель SD-1

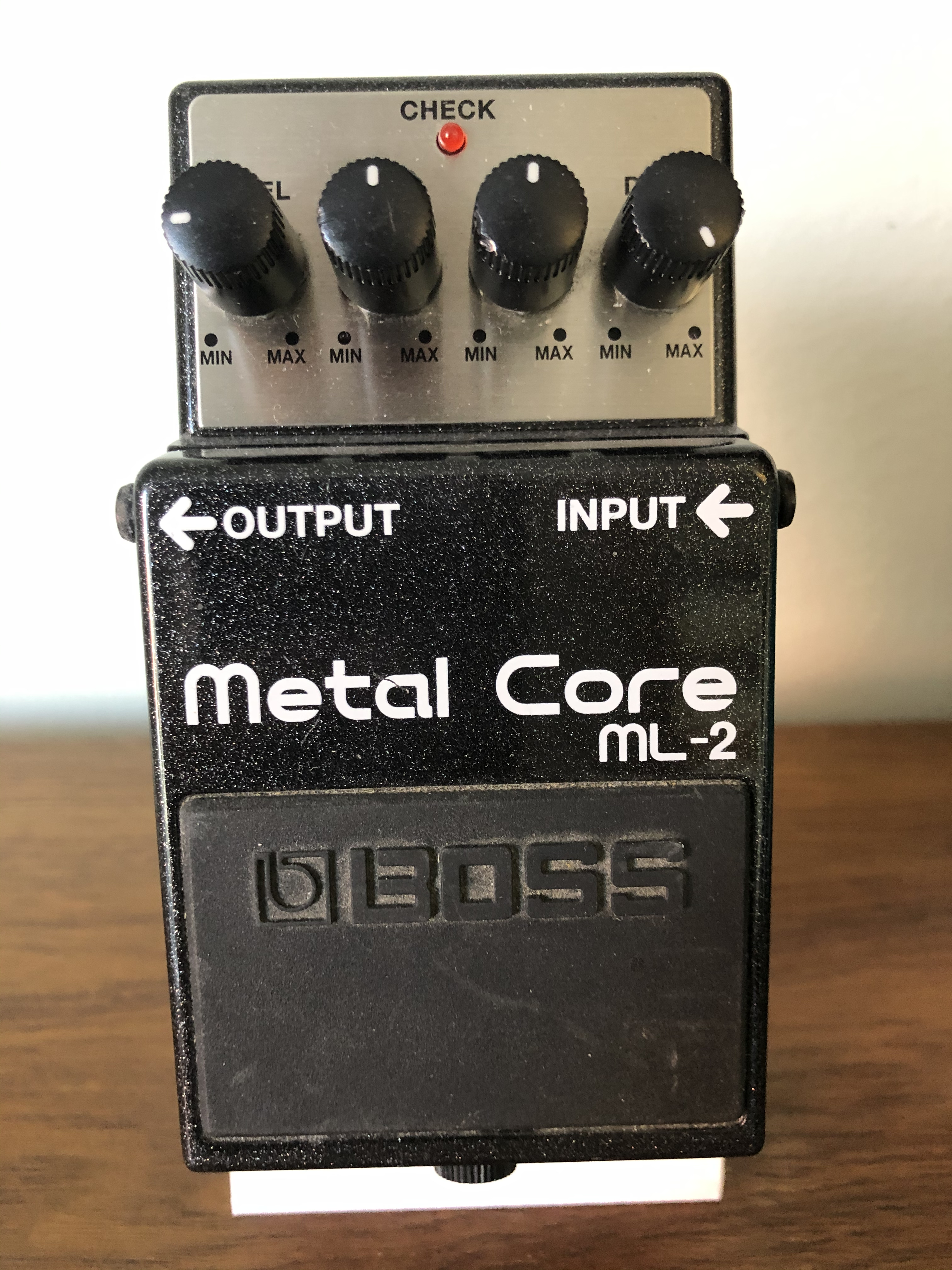
Педалі дісторшену, Boss ML-2 Metal Core.

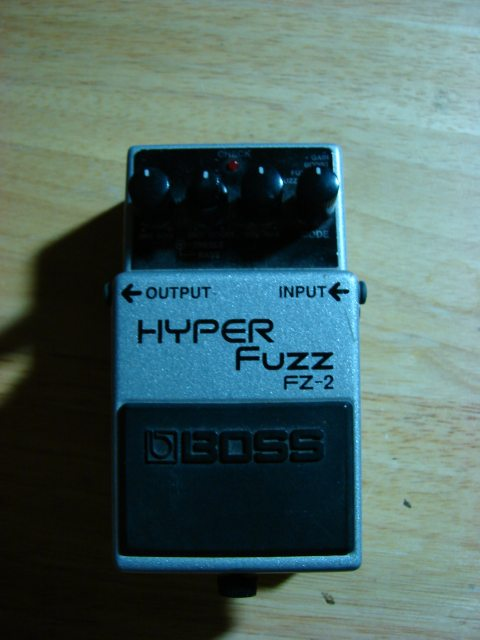
Педаль фузз, Boss Hyper Fuzz FZ-2.

Овердрайв
| Модель                    | Назва                      | Виробництво     | Тип       | Роки        |
| ------------------------- | -------------------------- | --------------- | --------- | ----------- |
| Boss OD-1                 | OverDrive                  | Японія          | Аналогова | 1977 - 1985 |
| Boss OD-1X                | OverDrive                  | Тайвань         | Цифрова   | 2014 -      |
| Boss OD-2                 | Turbo OverDrive            | Японія, Тайвань | Аналогова | 1988 - 1995 |
| Boss OD-2r                | Turbo OverDrive            | Тайвань         | Аналогова | 1994 - 1997 |
| Boss OD-3                 | OverDrive                  | Тайвань         | Аналогова | 1997 -      |
| Boss ODB-3                | Bass OverDrive             | Тайвань         | Аналогова | 1994 -      |
| Boss OS-2                 | OverDrive/Distortion       | Тайвань         | Аналогова | 1990 -      |
| Boss JB-2                 | JHS Angry Driver           | Тайвань         | Аналогова | 2017 -      |
| Boss BD-2                 | Blues Driver               | Тайвань         | Аналогова | 1995 -      |
| Boss BD-2 Blue Silver 10m | Blues Driver               | Тайвань         | Аналогова | 2007 - 2007 |
| Boss BD-2W                | Blues Driver Waza Craft    | Японія, Тайвань | Аналогова | 2015 -      |
| Boss BD-1-B50A            | Blues Driver               | Малайзія        | Аналогова | 2023 - 2023 |
| Boss SD-1                 | Super OverDrive            | Японія, Тайвань | Аналогова | 1981 -      |
| Boss SD-1 ZW              | Super OverDrive            | Тайвань         | Аналогова | 2001 - 2001 |
| Boss SD-1-4A              | Super Overdrive            | Тайвань         | Аналогова | 2021 - 2021 |
| Boss SD-1W                | Super OverDrive Waza Craft | Японія, Тайвань | Аналогова | 2015 -      |
| Boss SD-1-B50A            | Super OverDrive            | Малайзія        | Аналогова | 2023 - 2023 |
| Boss SD-2                 | Dual OverDrive             | Тайвань         | Аналогова | 1993 - 1998 |
| Boss DN-2                 | Dyna Drive                 | Тайвань         | Цифрова   | 2007 -      |

Дісторшен
| Модель              | Назва                         | Виробництво     | Тип       | Роки        |
| ------------------- | ----------------------------- | --------------- | --------- | ----------- |
| Boss DS-1           | Distortion                    | Японія, Тайвань | Аналогова | 1978 -      |
| Boss DS-1 Gold 6m   | Distortion                    | Тайвань         | Аналогова | 1998 - 1998 |
| Boss DS-1 10m       | Distortion                    | Тайвань         | Аналогова | 2007 - 2007 |
| Boss DS-1-4A        | Distortion                    | Тайвань         | Аналогова | 2017 - 2017 |
| Boss DS-1 BK        | Distortion                    | Тайвань         | Аналогова | 2017 - 2017 |
| Boss DS-1W          | Distortion Waza Craft         | Японія          | Аналогова | 2022 -      |
| Boss DS-1-B50A      | Distortion                    | Малайзія        | Аналогова | 2023 - 2023 |
| Boss DS-1-WH        | Distortion                    | Малайзія        | Аналогова | 2024-2024   |
| Boss DS-1X          | Distortion                    | Тайвань         | Цифрова   | 2014 -      |
| Boss DS-2           | Turbo Distortion              | Японія, Тайвань | Аналогова | 1987 -      |
| Boss HM-2           | Heavy Metal                   | Японія, Тайвань | Аналогова | 1983-1992   |
| Boss HM-2W          | Heavy Metal Waza Craft        | Японія          | Аналогова | 2021 -      |
| Boss HM-3           | Hyper Metal                   | Японія          | Аналогова | 1993 - 1998 |
| Boss MD-2           | Mega Distortion               | Тайвань         | Аналогова | 2001 -      |
| Boss ML-2           | Metal Core                    | Тайвань         | Аналогова | 2006 -      |
| Boss MT-2           | Metal Zone                    | Тайвань         | Аналогова | 1991 -      |
| Boss MT-2 Silver 8m | Metal Zone                    | Тайвань         | Аналогова | 2005 - 2005 |
| Boss MT-2-3A        | Metal Zone                    | Тайвань         | Аналогова | 2021 - 2021 |
| Boss MT-2W          | Metal Zone Waza Craft         | Японія          | Аналогова | 2018 -      |
| Boss MZ-2           | Digital Metalizer             | Японія          | Цифрова   | 1987 - 1992 |
| Boss XT-2           | Xtortion                      | Тайвань         | Цифрова   | 1996 - 1998 |
| Boss DF-2           | Super Feedbacker & Distortion | Японія          | Аналогова | 1985 - 1989 |

Фузз
| Модель     | Назва                  | Виробництво | Тип       | Роки        |
| ---------- | ---------------------- | ----------- | --------- | ----------- |
| Boss FZ-1W | Fuzz Waza Craft        | Японія      | Аналогова | 2021 -      |
| Boss FZ-2  | Hyper Fuzz             | Тайвань     | Аналогова | 1993 - 1997 |
| Boss FZ-3  | Fuzz                   | Тайвань     | Аналогова | 1997 - 1999 |
| Boss FZ-5  | Fuzz                   | Тайвань     | Цифрова   | 2006 -      |
| Boss TB-2W | Tone Bender Waza Craft | Японія      | Аналогова | 2021 -      |
| Boss PW-2  | Power Driver           | Тайвань     | Аналогова | 1996 - 1998 |

Бустер
| Модель     | Назва                       | Виробництво | Тип       | Роки        |
| ---------- | --------------------------- | ----------- | --------- | ----------- |
| Boss FB-2  | Feedbacker/Booster          | Тайвань     | Цифрова   | 2011 - 2023 |
| Boss BP-1W | Booster / Preamp Waza Craft | Японія      | Аналогова | 1993 - 1997 |

Преамп
| Модель     | Назва                        | Виробництво       | Тип     | Роки       |
| ---------- | ---------------------------- | ----------------- | ------- | ---------- |
| Boss ST-2  | Power Stack                  | Тайвань, Малайзія | Цифрова | 2010 -     |
| Boss BC-2  | Combo Drive                  | Тайвань, Малайзія | Цифрова | 2011 -     |
| Boss BB-1X | Bass Driver                  | Тайвань, Малайзія | Цифрова | 2015 -     |
| Boss FBM-1 | Fender '59 Bassman           | Тайвань           | Цифрова | 2007 - ??? |
| Boss FDR-1 | Fender '65 Deluxe Reverb-Amp | Тайвань           | Цифрова | 2007 - ??? |
| Boss AD-2  | Acoustic Preamp              | Тайвань, Малайзія | Цифрова | 2016 -     |
| Boss IR-2  | Amp & Preamp                 | Малайзія          | Цифрова | 2023 -     |

#### Модуляція

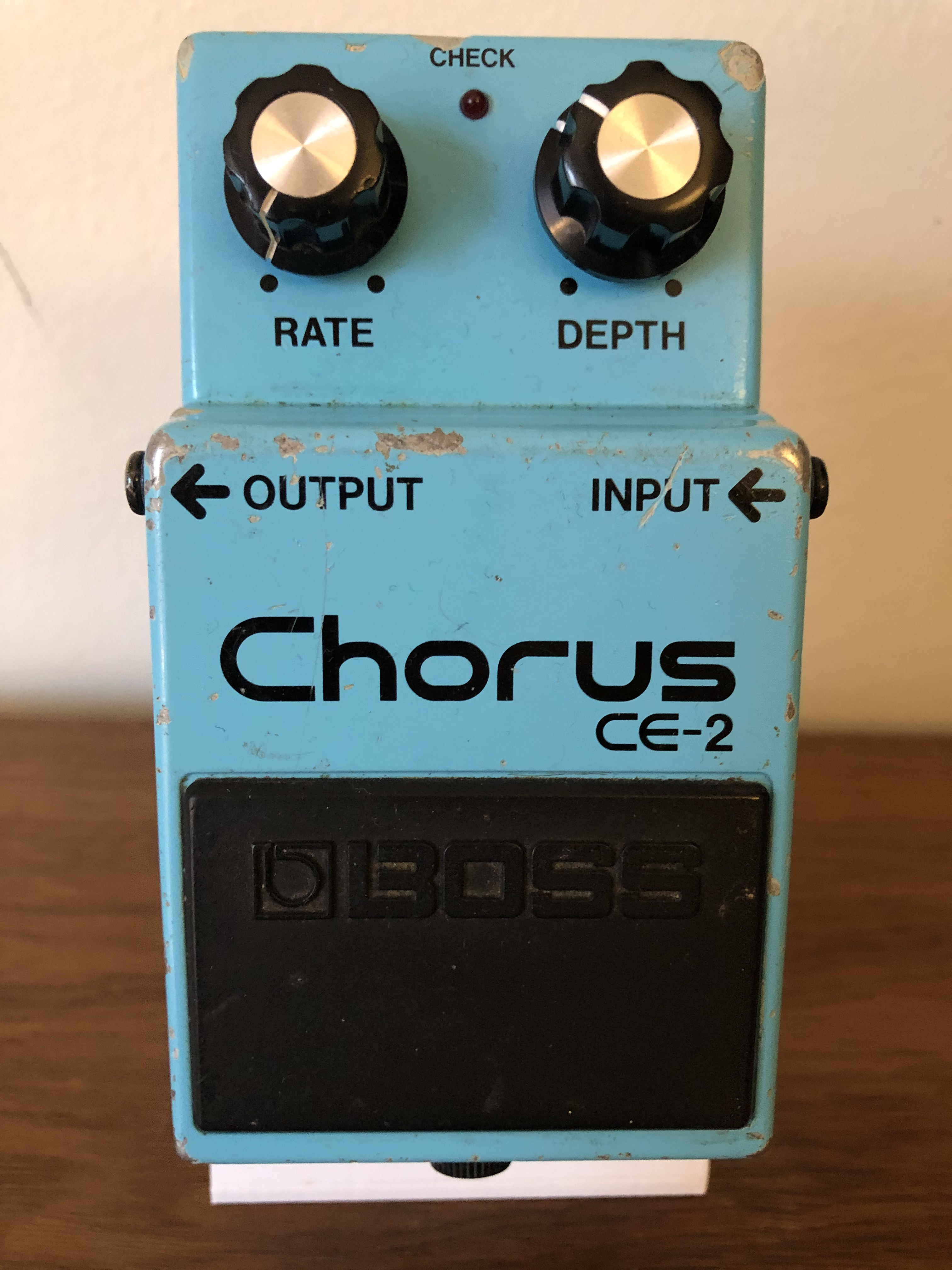
Педаль хорус, Boss CE-2 Chorus.

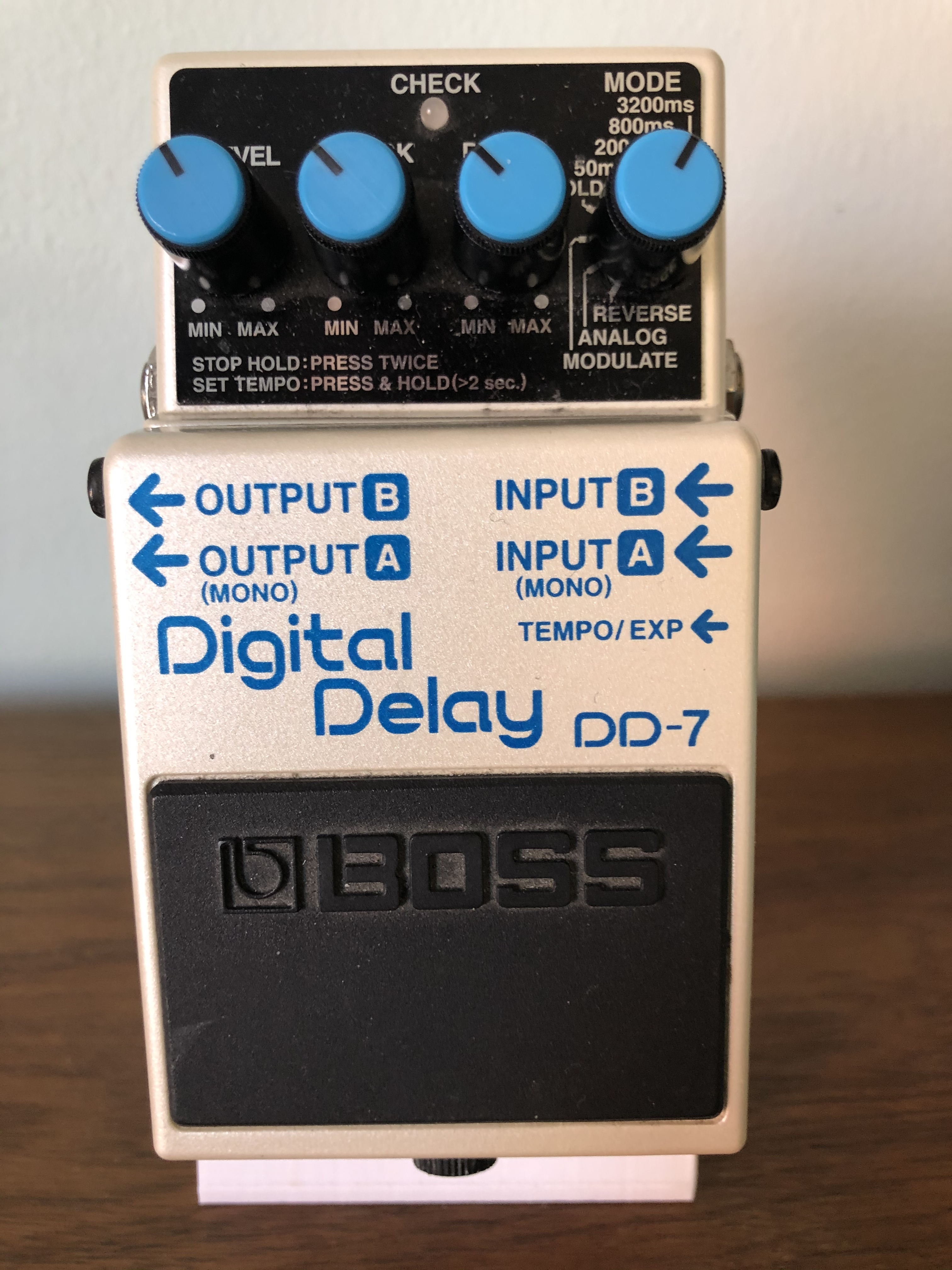
Педаль ділей, Boss DD-7 Digital Delay.

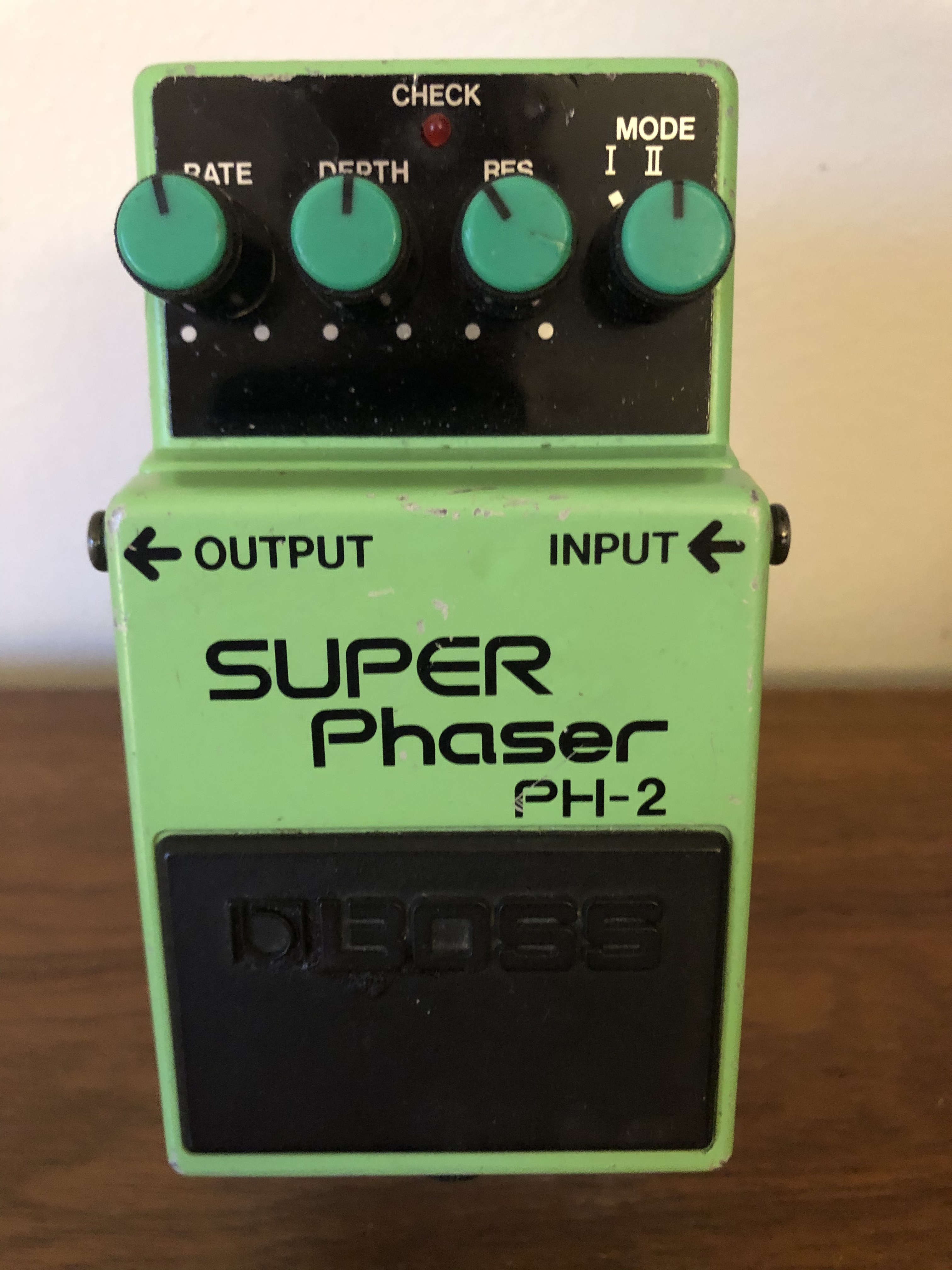
Педаль фейзер, Boss PH-2 Super Phaser

Хорус
| Модель       | Назва                               | Виробництво     | Тип       | Роки        |
| ------------ | ----------------------------------- | --------------- | --------- | ----------- |
| Boss CE-2    | Chorus                              | Японія, Тайвань | Аналогова | 1979 - 1992 |
| Boss CE-2W   | Chorus                              | Японія          | Аналогова | 2016 -      |
| Boss CE-3    | Chorus                              | Японія, Тайвань | Аналогова | 1982 - 1992 |
| Boss CE-2B   | Bass Chorus                         | Японія, Тайвань | Аналогова | 1987 - 1994 |
| Boss CEB-3   | Bass Chorus                         | Тайвань         | Аналогова | 2001 -      |
| Boss CE-5    | Chorus Ensemble                     | Тайвань         | Цифрова   | 1991 -      |
| Boss CH-1    | Super Chorus                        | Тайвань         | Аналогова | 1989 -      |
| Boss CH-1 ZW | Super Chorus                        | Тайвань         | Аналогова | 2001 - 2001 |
| Boss DC-2    | Dimension C                         | Японія          | Аналогова | 1985 - 1989 |
| Boss DC-2W   | Dimension C Waza Craft              | Японія          | Аналогова | 2018 -      |
| Boss DC-3    | Digital Space D / Digital Dimension | Японія, Тайвань | Цифрова   | 1988 - 1992 |

Ділей
| Модель     | Назва                 | Виробництво     | Тип       | Роки        |
| ---------- | --------------------- | --------------- | --------- | ----------- |
| Boss DM-2  | Delay                 | Японія          | Аналогова | 1981 - 1984 |
| Boss DM-2W | Delay Waza Craft      | Японія, Тайвань | Аналогова | 2015 -      |
| Boss DM-3  | Delay                 | Японія          | Аналогова | 1984 - 1986 |
| Boss DD-2  | Digital Delay         | Японія          | Цифрова   | 1983 - 1986 |
| Boss DD-3  | Digital Delay         | Японія, Тайвань | Цифрова   | 1986 -      |
| Boss DD-3T | Digital Delay         | Тайвань         | Цифрова   | 2019 -      |
| Boss DD-5  | Digital Delay         | Тайвань         | Цифрова   | 1995 -      |
| Boss DD-6  | Digital Delay         | Тайвань         | Цифрова   | 2002 - 2008 |
| Boss DD-7  | Digital Delay         | Тайвань         | Цифрова   | 2008 -      |
| Boss DD-8  | Digital Delay         | Малайзія        | Цифрова   | 2019 -      |
| Boss DSD-2 | Digital Sampler/Delay | Японія          | Цифрова   | 1985 - 1986 |
| Boss DSD-3 | Digital Sampler/Delay | Японія          | Цифрова   | 1986 - 1988 |
| Boss TE-2  | Tera Echo             | Тайвань         | Цифрова   | 2013 -      |
| Boss RE-2  | Space Echo            | Малайзія        | Цифрова   | 2022 -      |
| Boss SDE-3 | Dual Digital Delay    | Малайзія        | Цифрова   | 2024 -      |

Pitch Shifter
| Модель    | Назва                       | Виробництво       | Тип     | Роки        |
| --------- | --------------------------- | ----------------- | ------- | ----------- |
| Boss PS-2 | Digital Pitch Shifter/Delay | Японія            | Цифрова | 1987 - 1993 |
| Boss PS-3 | Digital Pitch Shifter/Delay | Тайвань           | Цифрова | 1994 - 1999 |
| Boss PS-5 | Super Shifter               | Тайвань, Малайзія | Цифрова | 1999 -      |
| Boss HR-2 | Harmonist                   | Тайвань           | Цифрова | 1994 - 1999 |
| Boss PS-6 | Harmonist                   | Тайвань, Малайзія | Цифрова | 2010 -      |

Фленжер
| Модель     | Назва           | Виробництво     | Тип       | Роки        |
| ---------- | --------------- | --------------- | --------- | ----------- |
| Boss BF-2  | Flanger         | Японія, Тайвань | Аналогова | 1980 - 2001 |
| Boss BF-2B | Bass Flanger    | Японія, Тайвань | Аналогова | 1986 - 1995 |
| Boss BF-3  | Flanger         | Тайвань         | Цифрова   | 2001 -      |
| Boss HF-2  | Hi Band Flanger | Японія, Тайвань | Аналогова | 1985 - 1993 |

Фейзер
| Модель     | Назва         | Виробництво     | Тип       | Роки        |
| ---------- | ------------- | --------------- | --------- | ----------- |
| Boss PH-1  | Phaser        | Японія          | Аналогова | 1977 - 1981 |
| Boss PH-1r | Phaser        | Японія          | Аналогова | 1980 - 1985 |
| Boss PH-2  | Super Phaser  | Японія, Тайвань | Аналогова | 1984 - 2000 |
| Boss PH-3  | Phase Shifter | Тайвань         | Цифрова   | 2000 -      |

Реверберація
| Модель     | Назва                | Виробництво | Тип     | Роки        |
| ---------- | -------------------- | ----------- | ------- | ----------- |
| Boss FRV-1 | '63 Fender Reverb    | Тайвань     | Цифрова | 2009 - ???  |
| Boss RV-2  | Digital Reverb       | Японія      | Цифрова | 1987 - 1989 |
| Boss RV-3  | Digital Reverb/Delay | Тайвань     | Цифрова | 1994 - 2002 |
| Boss RV-5  | Digital Reverb       | Тайвань     | Цифрова | 2002 -      |
| Boss RV-6  | Reverb               | Тайвань     | Цифрова | 2015 -      |

Тремоло
| Модель    | Назва       | Виробництво | Тип       | Роки        |
| --------- | ----------- | ----------- | --------- | ----------- |
| Boss PN-2 | Tremolo/Pan | Тайвань     | Цифрова   | 1990 - 1995 |
| Boss TR-2 | Tremolo     | Тайвань     | Аналогова | 1997 - 2023 |
| Boss SL-2 | Slicer      | Малайзія    | Цифрова   | 2022 -      |

Вібрато
| Модель     | Назва   | Виробництво     | Тип       | Роки        |
| ---------- | ------- | --------------- | --------- | ----------- |
| Boss VB-2  | Vibrato | Японія          | Аналогова | 1982 - 1986 |
| Boss VB-2W | Vibrato | Японія, Тайвань | Аналогова | 2016 -      |

Сінтезатори
| Модель     | Назва            | Виробництво     | Тип     | Роки        |
| ---------- | ---------------- | --------------- | ------- | ----------- |
| Boss SYB-3 | Bass Synthesizer | Японія          | Цифрова | 1996 - 2001 |
| Boss SYB-5 | Bass Synthesizer | Японія, Тайвань | Цифрова | 2004 -      |
| Boss SY-1  | Synthesizer      | Малайзія        | Цифрова | 2019 -      |

Октавер
| Модель    | Назва        | Виробництво     | Тип       | Роки        |
| --------- | ------------ | --------------- | --------- | ----------- |
| Boss OC-2 | Octave       | Японія, Тайвань | Аналогова | 1982 - 2005 |
| Boss OC-3 | Super Octave | Тайвань         | Цифрова   | 2003 -      |
| Boss OC-5 | Octave       | Малайзія        | Цифрова   | 2020 -      |

Лупери
| Модель       | Назва        | Виробництво       | Тип     | Роки        |
| ------------ | ------------ | ----------------- | ------- | ----------- |
| Boss RC-1    | Loop Station | Тайвань, Малайзія | Цифрова | 2014 -      |
| Boss RC-1 BK | Loop Station | Тайвань           | Цифрова | 2018 - 2018 |
| Boss RC-2    | Loop Station | Тайвань, Малайзія | Цифрова | 2006 -      |
| Boss RC-3    | Loop Station | Тайвань, Малайзія | Цифрова | 2011 -      |
| Boss RC-5    | Loop Station | Малайзія          | Цифрова | 2020 -      |

Інше
| Модель    | Назва     | Виробництво | Тип       | Роки        |
| --------- | --------- | ----------- | --------- | ----------- |
| Boss SG-1 | Slow Gear | Японія      | Аналогова | 1979 - 1982 |
| Boss VO-1 | Vocoder   | Малайзія    | Цифрова   | 2016 -      |

#### Еквалізація

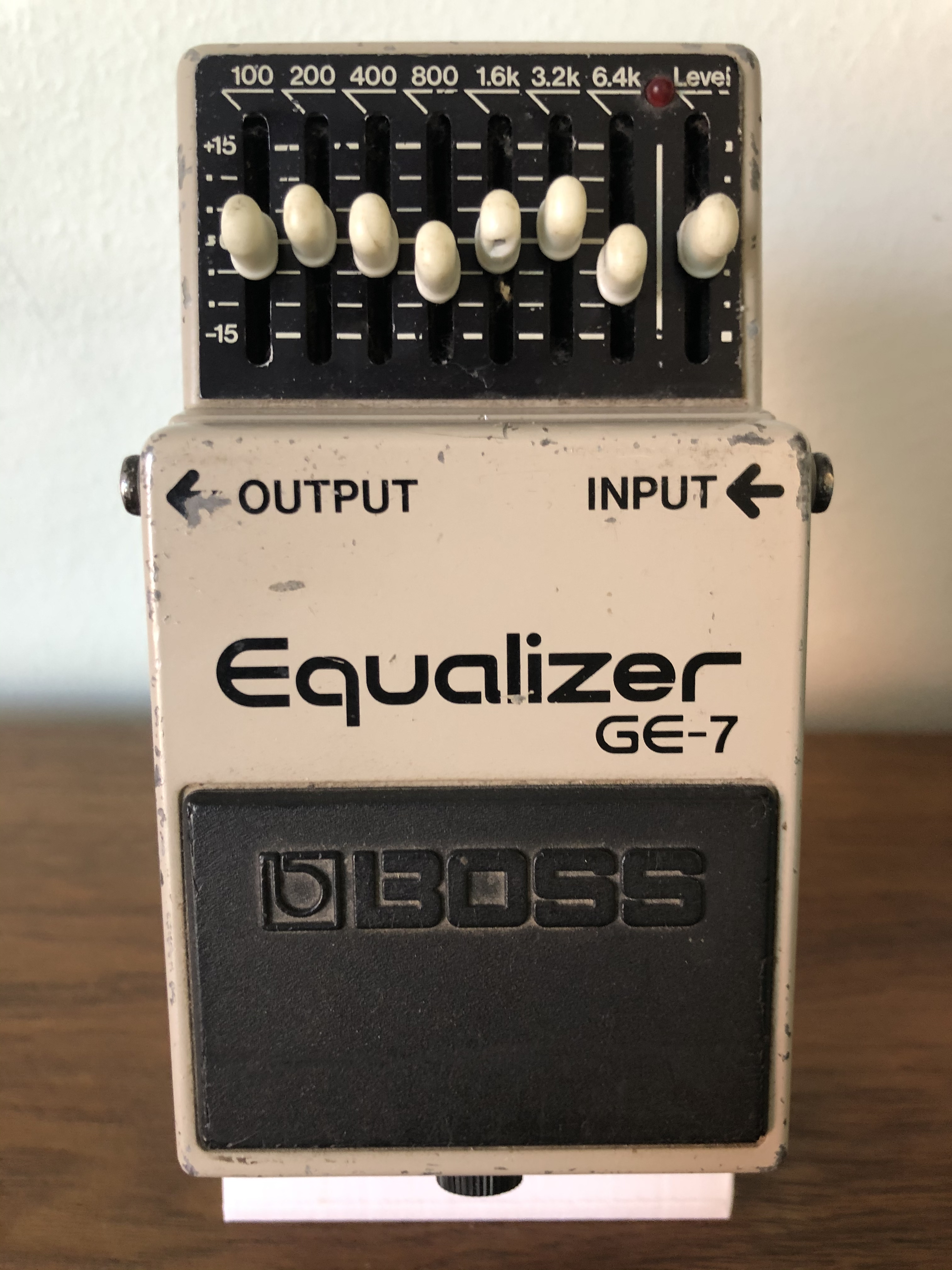
Педаль еквалайзер Boss GE-7

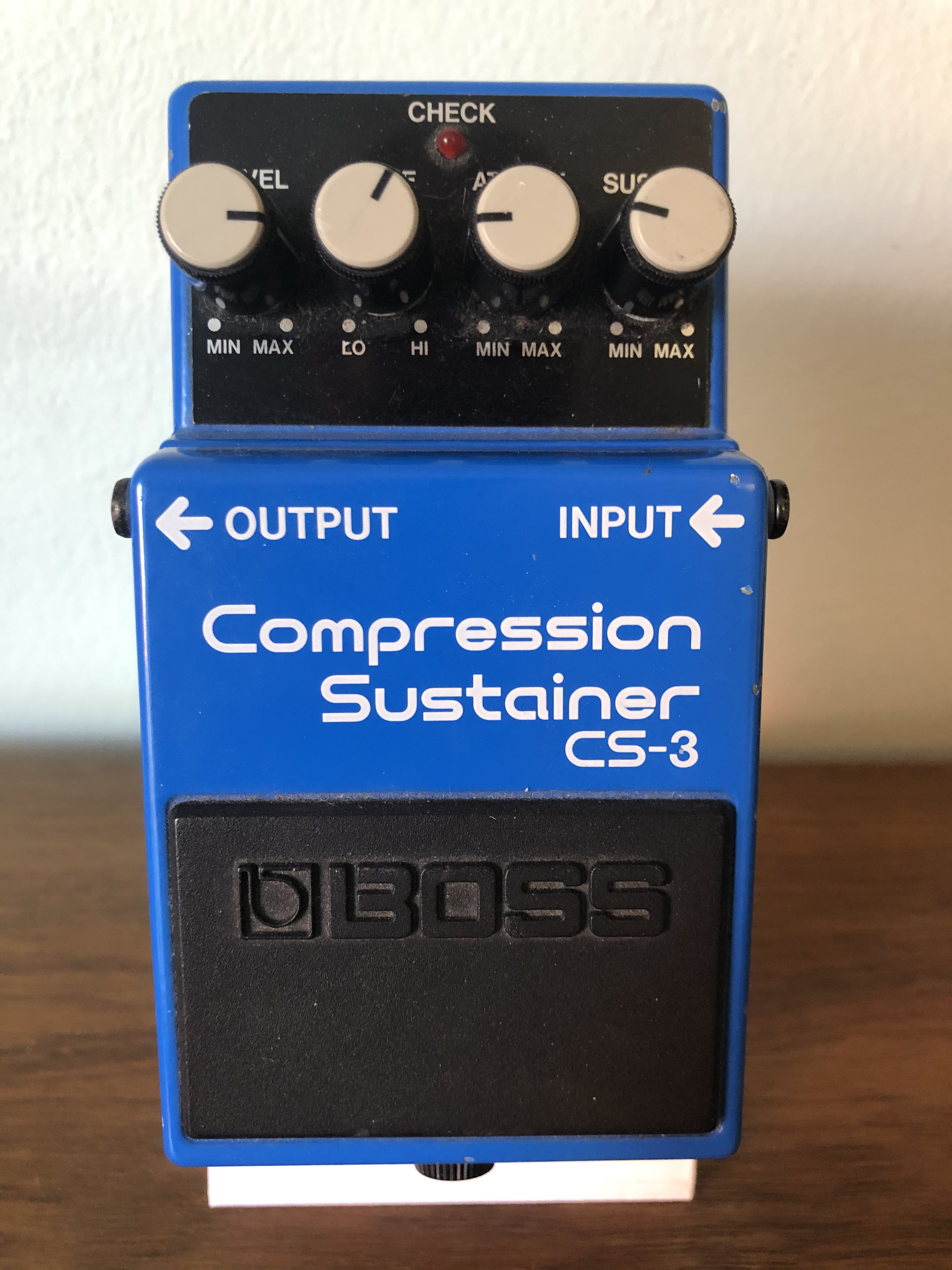
Педаль компрессор Boss CS-3

Еквалайзери
| Модель     | Назва                     | Виробництво     | Тип       | Роки        |
| ---------- | ------------------------- | --------------- | --------- | ----------- |
| Boss GE-6  | Graphic Equalizer         | Японія          | Аналогова | 1977 - 1981 |
| Boss GE-7  | Equalizer                 | Японія, Тайвань | Аналогова | 1992 -      |
| Boss GE-7B | Bass Equalizer            | Японія          | Аналогова | 1987 - 1992 |
| Boss GEB-7 | Bass Equalizer            | Тайвань         | Аналогова | 1995 -      |
| Boss PQ-3B | Bass parametric Equalizer | Тайвань         | Аналогова | 1991 - 1995 |
| Boss PQ-4  | Parametric Equalizer      | Тайвань         | Аналогова | 1991 - 1996 |
| Boss FT-2  | Dynamic Filter            | Японія          | Аналогова | 1986 - 1989 |
| Boss EH-2  | Enhancer                  | Тайвань         | Аналогова | 1990 - 1998 |
| Boss SP-1  | Spectrum                  | Японія          | Аналогова | 1977 - 1981 |

Лімітер
| Модель     | Назва                 | Виробництво       | Тип       | Роки        |
| ---------- | --------------------- | ----------------- | --------- | ----------- |
| Boss LM-2  | Limiter               | Японія            | Аналогова | 1987 - 1992 |
| Boss LM-2B | Bass Limiter          | Тайвань           | Аналогова | 1990 - 1994 |
| Boss LMB-3 | Bass Limiter Enhancer | Тайвань, Малайзія | Цифрова   | 1995 -      |

Симуляція
| Модель    | Назва              | Виробництво       | Тип     | Роки        |
| --------- | ------------------ | ----------------- | ------- | ----------- |
| Boss AC-2 | Acoustic Simulator | Тайвань           | Цифрова | 1997 - 2006 |
| Boss AC-3 | Acoustic Simulator | Тайвань, Малайзія | Цифрова | 2006 -      |

Wah
| Модель    | Назва             | Виробництво       | Тип       | Роки        |
| --------- | ----------------- | ----------------- | --------- | ----------- |
| Boss TW-1 | T-Wah / Touch Wah | Японія            | Аналогова | 1977 - 1989 |
| Boss AW-2 | Auto Wah          | Тайвань           | Аналогова | 1991 - 1999 |
| Boss AW-3 | Dynamic Wah       | Тайвань, Малайзія | Цифрова   | 2000 -      |

Шумодав
| Модель     | Назва            | Виробництво       | Тип       | Роки        |
| ---------- | ---------------- | ----------------- | --------- | ----------- |
| Boss NF-1  | Noise Gate       | Японія            | Аналогова | 1979 - 1988 |
| Boss NS-2  | Noise Suppressor | Тайвань, Малайзія | Цифрова   | 1987 -      |
| Boss NS-1X | Noise Suppressor | Малайзія          | Цифрова   | 2023        |

Компресор
| Модель     | Назва                 | Виробництво               | Тип       | Роки        |
| ---------- | --------------------- | ------------------------- | --------- | ----------- |
| Boss CS-1  | Compression Sustainer | Японія                    | Аналогова | 1978 - 1982 |
| Boss CS-2  | Compression Sustainer | Японія                    | Аналогова | 1981 - 1986 |
| Boss CS-3  | Compression Sustainer | Японія, Тайвань, Малайзія | Аналогова | 1986 -      |
| Boss CP-1X | Compressor            | Тайвань                   | Цифрова   | 2016 -      |
| Boss BC-1X | Bass Comp             | Тайвань                   | Цифрова   | 2016 -      |

#### Інше
Комутація
| Модель     | Назва                        | Виробництво       | Тип       | Роки        |
| ---------- | ---------------------------- | ----------------- | --------- | ----------- |
| Boss PSM-5 | Power Supply & Master Switch | Японія            | Аналогова | 1984 - 1990 |
| Boss LS-2  | Line Selector                | Тайвань, Малайзія | Аналогова | 1991 -      |

Тюнер
| Модель     | Назва                                    | Виробництво       | Тип       | Роки        |
| ---------- | ---------------------------------------- | ----------------- | --------- | ----------- |
| Boss TU-2  | Chromatic Tuner                          | Тайвань           | Аналогова | 1998 - 2009 |
| Boss TU-3  | Chromatic Tuner                          | Тайвань, Малайзія | Аналогова | 2009 -      |
| Boss TU-3S | Chromatic Tuner - Switchless Tuner Pedal | Малайзія          | Аналогова | 2016 -      |
| Boss TU-3W | Chromatic Tuner - Waza Craft             | Японія, Тайвань   | Аналогова | 2016 -      |